# A sense of loss
A sense of loss is het derde studioalbum van de Italiaanse muziekgroep nosound. Deze muziekgroep is opgebouwd rond Giancarlo Erra. Het album is opgenomen in de eigen geluidsstudio in Rome gedurende het jaar november 2007-november 2008. De muziek is een mengeling van ambient, progressieve rock en popmuziek gebaseerd op klassieke muziek, een beetje in de stijl van Karda Estra en In The Nursery. De tracks zijn dan ook (relatief) lang uitgesponnen met flinke stukken instrumentaal.
Erra schreef en arrangeerde de muziek, schreef de teksten, produceerde het album, was opnameleider, mixte en masterde het album.

## Musici
- Giancarlo Erra – zang, gitaar, toetsinstrumenten
- Paolo Martellacci – toetsinstrumenten en zang
- Paolo Vigliarolo – gitaar
- Alessandro Luci – basgitaar
- Gigi Zito – drumkit, zang
- wooden quartet – strijkkwartet opgenomen in de Diapason Studio.

## Composities
Alle muziek en teksten zijn geschreven door Giancarlo Erra. 
| Nr. | Titel                       | Duur  |
| --- | --------------------------- | ----- |
| 1.  | some warmth into this chill | 7:54  |
| 2.  | fading silently             | 8:26  |
| 3.  | tender claim                | 8:06  |
| 4.  | my apology                  | 5:40  |
| 5.  | constant contrast           | 5:42  |
| 6.  | winter will come            | 15:38 |

De eerste uitgave bevatte ook een dvd-5.1-schijf met video-opnamen. Het album kent nauwelijks hoofdletters.